# 中田和宏
中田 和宏（なかた かずひろ、1958年3月19日 - ）は、日本の男性声優。所属事務所は賢プロダクション。長崎県出身。本名および旧芸名は中多 和宏（読み同じ）。

## 略歴
福岡大学法学部卒業。
以前は劇団行動座に所属していた。
大学時代に所属していたサークルで学園祭の司会やラジオドラマ制作をやっていくうちに、声の仕事に興味を持つようになる。地方ではチャンスが少ないことから、大学卒業後に東京の劇団のオーディションを受けて見事合格し、上京する。そのとき知り合った麻生美代子、野村道子の紹介で賢プロダクションに所属することとなる。

## 人物
プロフィールに「特技・長崎弁」とあるが、実際には九州弁はあまり喋れない。地元を離れてしばらく経ったことに起因する。
趣味は野球で、草野球チームに所属している。
自動車免許を取得する過程でかなり苦労を重ねたとのことで、仮免を2回、本免を2回、筆記を1回と計5回落ちている（『頭文字D ドラマCD』より）。
「結婚は努力と忍耐」とのことで、『無責任艦長タイラー』の「無責任CD3」収録トークでは結婚を公言している（1995年当時）。その後『少年陰陽師』のドラマCDのスタッフトークにて離婚したことを発言。

## 代役・後任
詳細は不明であるが、2000年代後半から複数の持ち役を降板している。
| 代役・後任     | 役名                     | 作品                                      | 後任の初出演                                  |
| -------------- | ------------------------ | ----------------------------------------- | --------------------------------------------- |
| 石塚運昇       | 葛木宗一郎               | 『Fate/stay night』                       | 『Fate/unlimited codes』                      |
| てらそままさき | 葛木宗一郎               | 『Fate/stay night』                       | 『Fate/stay night [Unlimited Blade Works]』   |
| てらそままさき | 飛王・リード / 飛王      | 『ツバサ-RESERVoir CHRoNiCLE-』           | 『ツバサ 春雷記』                             |
| 真殿光昭       | クエン・カステーラ       | 『忍たま乱太郎』                          | 第16期                                        |
| 真殿光昭       | 風の玉三郎               | 『忍たま乱太郎』                          | 第16期                                        |
| 小野健一       | ジェームズ・ゴードン     | 『ザ・バットマン』                        | TBA                                           |
| 鈴木勝美       | 唐沢先生                 | 『あたしンち』                            | TBA                                           |
| 林和良         | マシアス                 | 『ミッション:インポッシブル』テレビ朝日版 | 2011年追加収録部分                            |
| 遠藤大智       | 舘智幸                   | 『頭文字D』                               | 『頭文字D Final Stage』                       |
| 仲野裕         | トミー・“ホーク”・ヒル   | 『ツイン・ピークス』                      | 『ツイン・ピークス The Return』               |
| 咲野俊介       | エヌ・ジン               | 「クラッシュ・バンディクーシリーズ」      | 『クラッシュ・バンディクー ブッとび3段もり!』 |
| 小形満         | マービン・ザ・マーシャン | 『ルーニー・テューンズ』                  | 『ルーニー・テューンズ・ショー シーズン2』    |
| 横田大輔       | フィル                   | 『ミッドナイト・ラン』テレビ朝日版        | ムービープラス追加収録部分                    |
| 花輪英司       | カリム                   | 『シャーマンキング』                      | 『SHAMAN KING』                               |

## 出演
太字はメインキャラクター。

### テレビアニメ
1986年
- めぞん一刻

1988年
- 美味しんぼ（板前A、客C、客D、男C 他）
- キテレツ大百科（西郷隆盛）
- 魁!!男塾（椿山清美）
- シティーハンター シリーズ（1988年 - 1996年、部下A、手下B、男C、ヤクザA、ダンケルク 他） - 3シリーズ + 特別編

1989年
- エスパー魔美（空手部員C、角田、警官A、理科の先生、取り立て屋 他）
- ジャングルブック・少年モーグリ（オオカミC）
- 天空戦記シュラト（1989年 - 1990年、闥婆王クウヤ）
- YAWARA!（1989年 - 1991年、記者A、記者B、インタビュアーA、記者C）

1990年
- おぼっちゃまくん
- RPG伝説ヘポイ（1990年 - 1991年、ウロコダイルダンディ、ファラオキャッスル、ジャークバトルキャッスル）

1991年
- 楽しいムーミン一家 冒険日記（カウボーイ）

1992年
- それいけ!アンパンマン（1992年 - 1996年、クズカゴマン、くらげまん〈2代目〉）
- ドラえもん（テレビ朝日版第1期）（1992年 - 2002年、オペラ歌手の声、TVヒーロー、ナイト 他）
- ファンタジーアドベンチャー 長靴をはいた猫の冒険（ホセ）
- フランダースの犬 ぼくのパトラッシュ（市職員、市議員A）
- 横山光輝 三国志（周倉）

1993年
- 機動戦士Vガンダム（ドゥカー・イク）
- クレヨンしんちゃん（1993年 - 2007年、主任、ビリー・タチバナ、太田、店員、店長 他）
- 疾風!アイアンリーガー（1993年 - 1994年、リッチー、フラッシュキッド）
- 忍たま乱太郎（1993年 - 1995年、クエン・カステーラ〈初代〉、風の玉三郎〈初代〉）
- 無責任艦長タイラー（ミッキー・クライバーン）

1994年
- 赤ずきんチャチャ（スッシー）
- 機動武闘伝Gガンダム（ジェントル・チャップマン）
- ツヨシしっかりしなさい（ジェームス）
- 覇王大系リューナイト（1994年 - 1995年、ギメル）
- 魔法陣グルグル（船長、石版、魔除け人形）
- ヤマトタケル (アニメ)(ヤマトヨシオ)
- 勇者警察ジェイデッカー（霧崎、アドルフ真童）
- ルパン三世 燃えよ斬鉄剣

1995年
- 愛天使伝説ウェディングピーチ（花咲翔一郎）
- 黄金勇者ゴルドラン（ジョー）
- 新機動戦記ガンダムW（ラシード・クラマ）
- 獣戦士ガルキーバ（ダー・レム）
- NINKU-忍空-（朱雀）
- バーチャファイター（リー、J6-No1）
- ふしぎ遊戯（マントの男）
- ロミオの青い空（マウリッツィオ・マルティーニ）

1996年
- 機動新世紀ガンダムX（ノモア・ロング）
- こちら葛飾区亀有公園前派出所（大介）
- シンデレラ物語（ザラール侯爵）
- スレイヤーズNEXT（ハルシフォム）
- 超者ライディーン（ミノタウロス）
- B'T-X（カラス）
- 名探偵コナン（1996年 - 2006年、強盗A、富所、コートの男1、犯人A、杉森政人）
- 勇者指令ダグオン（デモス）
- ルパン三世 トワイライト☆ジェミニの秘密（司祭）
- るろうに剣心 -明治剣客浪漫譚-（式尉、赤末有人）

1997年
- 剣風伝奇ベルセルク（ヒゲ貴族、将軍A）
- スーパーフィッシング グランダー武蔵（1997年 - 1998年、九鬼義隆 / シャハラニ） - 2シリーズ
- 中華一番!（ギエン）
- フォーチュン・クエストL（スワンソン）

1998年
- カウボーイビバップ（モーガン、男A、男1、護衛2、マッチョ、ギャングA）
- SHADOW SKILL -影技-（リーン＝ガルキトス）
- 星方武侠アウトロースター（ロン・マクドゥーガル、ロブ）
- ポケットモンスター（ビンセント）
- LEGEND OF BASARA（祭月）
- ロスト・ユニバース（ゼナン）
- ロードス島戦記-英雄騎士伝-（アスタール、ウッドカーラ〈ウッド・チャック〉）

1999年
- エデンズボゥイ（ゴルドー）
- コレクター・ユイ（ウイルス）
- GTO（袋田はじめ）
- 週刊ストーリーランド（1999年 - 2001年、兄貴A、健、音大選考委員、麻薬取締官、男 他）
- 神八剣伝（カジヤ・ヤガミ）
- セラフィムコール（強盗A）
- 風雲!戦国を駆ける武将 〜アニメ静岡県史〜（今川義忠）
- Bビーダマン爆外伝V（じゅうしんボン）
- 小さな巨人 ミクロマン（デモンレッド、ナレーション）

2000年
- アルジェントソーマ（ギルゴア大佐）
- GEAR戦士電童（アルテア、吉良国肇）
- ニャニがニャンだー ニャンダーかめん（ドクロ王〈初代〉）
- 陽だまりの樹（多磨屋成吉）
- ファーブル先生は名探偵（シャルロットの父）
- マイアミ☆ガンズ（セルジオ）
- 無敵王トライゼノン（ロルムス、真藤吉右衛門）

2001年
- グラップラー刃牙（鎬昂昇）
- サイボーグ009 THE CYBORG SOLDIER（司令官）
- シャーマンキング（カリム）
- ノワール（ホウ）
- HELLSING（刑事部長）
- 魔法戦士リウイ（フレッシュゴーレム）
- まほろまてぃっく（2001年 - 2002年、美里良） - 2シリーズ

2002年
- アソボット戦記五九（ズッソ）
- あたしンち（唐沢先生〈初代〉）
- 王ドロボウJING（ドランブイ）
- おジャ魔女どれみドッカ〜ン!（しし座）
- キディ・グレイド（ゴドー）
- GetBackers-奪還屋-（魔神猟馬）
- 最終兵器彼女（兵士B）
- 十二国記（呀峰）
- 電光超特急ヒカリアン（シルバーエクスプレス、松戸博士）
- 天地無用! GXP（雨音の父）
- .hack//SIGN（ベア）
- 爆闘宣言ダイガンダー（ボス）
- 花田少年史（先生）
- ヒートガイジェイ（ミーシャ）
- フルメタル・パニック!（ブライアント）
- ロックマンエグゼ（2002年 - 2006年、星田球馬、Dr.リーガル、レーザーマン） - 4シリーズ

2003年
- AVENGER（ジュピター）
- アストロボーイ・鉄腕アトム（リーダー）
- ガングレイヴ（ランディ）
- 金色のガッシュベル!!（遠山先生）
- 獣兵衛忍風帖 龍宝玉篇（浪人B）
- 出撃!マシンロボレスキュー（ブラッド尾藤、カイザーG、大井川善次郎）
- ポポロクロイス（ヤズム、道具屋）
- 無限戦記ポトリス（アルマジロ）

2004年
- 頭文字D Fourth Stage（舘智幸）
- 機動戦士ガンダムSEED DESTINY（サトー）
- 北へ。〜Diamond Dust Drops〜（医師）
- 今日からマ王!（ベラール、イングラス・ベラール（?））
- グレネーダー 〜ほほえみの閃士〜（道化師）
- ケロロ軍曹（マスター）
- 探偵学園Q（鷹飛勝五郎）
- 鉄人28号（第4作）（牧村博士、大原）
- 遙かなる時空の中で-八葉抄-（入道）
- 冒険王ビィト（ザンデ）
- ポケットモンスター アドバンスジェネレーション（ヤオヘイ）
- MONSTER（2004年 - 2005年、城の男、男A）
- 勇午 〜交渉人〜（カーン）

2005年
- エレメンタル ジェレイド（ビーゾン）
- ガン×ソード（ヴェスト）
- こてんこてんこ（男爵）
- 戦国英雄伝説 新釈 眞田十勇士 The Animation（今川義元）
- ゾイドジェネシス（ボス）
- ツバサ・クロニクル（2005年 - 2006年、飛王） - 2シリーズ
- BLOOD+（英国上層部の人間）
- BLEACH（2005年 - 2006年、一貫坂慈楼坊、鍵根先生）

2006年
- ウィッチブレイド（和銅将也）
- 機神咆吼デモンベイン（ネス）
- 彩雲国物語（黄奇人）
- 地獄少女（住職）
- 少年陰陽師（白虎）
- スーパーロボット大戦OG -ディバイン・ウォーズ-（ハルマ・キド）
- 蒼天の拳（金藤政夫教頭）
- .hack//Roots（太白）
- NARUTO -ナルト-（死韻）
- Fate/stay night（葛木宗一郎）
- まじめにふまじめ かいけつゾロリ（ブルック）
- 遊☆戯☆王デュエルモンスターズGX（橘一角）
- 妖怪人間ベム（バンシー）
- ワンワンセレプー それゆけ!徹之進（警備員スズキ）

2007年
- アイドルマスター XENOGLOSSIA（ジョセフ・真月）
- CLAYMORE（宿屋の主人）
- 結界師（裏会幹部）
- デルトラクエスト（リア）
- 桃華月憚（守東清春）
- BACCANO! -バッカーノ!-（マンフレッド・ベリアム）
- 魔人探偵脳噛ネウロ（豪田義治）

2016年
- 新あたしンち（唐沢先生）

### 劇場アニメ
- あいつとララバイ 水曜日のシンデレラ（1987年）
- 魁!!男塾（1988年、椿山清美）
- シティーハンター 愛と宿命のマグナム（1989年、隊員A）
- ファイブスター物語（1989年、ランドアンド・スパコーン）
- クレヨンしんちゃん アクション仮面VSハイグレ魔王（1993年、代役アクション仮面）
- 新機動戦記ガンダムW Endless Waltz 特別篇（1998年、ラシード・クラマ）
- ガンドレス（1999年、セレム）
- ロックマンエグゼ 光と闇の遺産（2005年、Dr.リーガル、ネビュラグレイ[24]）
- 劇場版 Fate/stay night UNLIMITED BLADE WORKS（2010年、葛木宗一郎）

### OVA
1987年
- トワイライトQ 時の結び目 REFLECTION

1988年
- 機甲猟兵メロウリンク（スカルペス、男F、士官）
- Cryingフリーマン（潜水艦員）

1989年
- おがみ松吾郎

1990年
- 新カラテ地獄変（マスクマン）

1991年
- 銀河英雄伝説（ディッケル）

1992年
- 鴉天狗カブト 黄金の目のケモノ（数馬）
- ゴリラーマン（藤本修二）
- ドン 極道水滸伝（警官(2)）
- ドン 極道水滸伝 怒濤編（仁助）

1993年
- アルスラーン戦記 汗血公路（クバード）
- 創竜伝
- 紅狼

1994年
- GATCHAMAN（ギャラクター隊長）
- 疾風!アイアンリーガー 銀光の旗の下に（1994年 - 1995年、キラーB）
- 水木しげるの妖怪画談
- 無責任艦長タイラー 特別編 ひとりぼっちの戦争 Tylor's War（クライバーン）

1995年
- アルスラーン戦記 征馬孤影（クバード）
- 鬼切丸（警部）
- 沈黙の艦隊（ハロルド・D・ベイカー）
- 無責任艦長タイラー（クライバーン）

1996年
- エンジェル伝説（児島猛）
- FAKE（テッド）

1997年
- ありす in Cyberland（小俣英治）
- 新機動戦記ガンダムW Endless Waltz（ラシード・クラマ）

1998年
- ジャイアントロボ THE ANIMATION -地球が静止する日（血風連(1)）
- 新・男樹（新藤賢太郎）

1999年
- 太陽の船 ソルビアンカ（マスター）

2001年
- 新世紀 淫魔聖伝（鉄仮面）
- ふしぎ遊戯 -永光伝-（幻徳院）

2002年
- アーケードゲーマーふぶき（グラス・ジョー）

2003年
- .hack//GIFT（ベア）
- とらいあんぐるハート 〜Sweet Songs Forever〜（ファン）
- マジンカイザー 死闘!暗黒大将軍（ダンテ）

2004年
- Phantom -PHANTOM THE ANIMATION-（サイス・マスター）
- 名探偵コナン コナンとキッドとクリスタル・マザー（新名）

2006年
- 機動戦士ガンダムSEED C.E.73 STARGAZER（サトー）
- 大魔法峠（ピーター）
- HELLSING（牧師）

2007年
- 頭文字D BATTLE STAGE 2（舘智幸）
- 装甲騎兵ボトムズ ペールゼン・ファイルズ（オーエン）
- なっとうボーイ（族長カサカサ）

2011年
- カーニバル・ファンタズム（葛木宗一郎）

### Webアニメ
- Xenosaga II to III a missing year〜U.M.N.に封印されし真実の断片〜（2006年、スオウ・ウヅキ）
- 幕末機関説 いろはにほへと（2006年、榎本武揚）

### ゲーム
1991年
- 太平記（楠木正成）
- レディファントム（キャプテン・スパーン）

1996年
- ありす in Cyberland（小俣英治）
- 月花霧幻譚〜TORICO〜（ゴードン）
- 新スーパーロボット大戦（ドゥカー・イク）

1997年
- クラッシュ・バンディクー2 コルテックスの逆襲!（エヌ・ジン）
- ルパン三世 カリオストロの城 -再会-（グスタフ）

1998年
- エアガイツ（ヴィンセント）
- クラッシュ・バンディクー3 ブッとび!世界一周（エヌ・ジン）
- サンパギータ（水島 英男）
- スーパーロボット大戦F完結編（ジェントル・チャップマン）

1999年
- ヴァルキリープロファイル（ベリナス、レイス）
- SDガンダム GGENERATION（1999年 - 2025年、アデナウアー・パラヤ、ドゥカー・イク、ジェントル・チャップマン、ラシード・クラマ、ノモア・ロング、サトー） - 12作品
- クラッシュ・バンディクー レーシング（エヌ・ジン）
- 真・魔装機神 PANZER WARFARE（ソッド＝ジュスト）
- スタートリング・オデッセイ（ランディ）

2000年
- サンライズ英雄譚R（ラシード・クラマ）
- ブリガンダイン グランドエディション（アスミット、ルインテール、エルフの民B、司祭）

2001年
- クラッシュ・バンディクー4 さくれつ!魔神パワー（エヌ・ジン）

2002年
- アーマード・コア3（ユニオン代表者）
- スター・ウォーズ ローグ スコードロン II

2003年
- 頭文字D Special Stage（舘智幸）
- SUNRISE WORLD WAR Fromサンライズ英雄譚（アルテア、レム、ラシード）
- 電車でGO! プロフェッショナル2（酔っ払い、駅アナウンス、運転手の喚呼）

2004年
- 機神咆吼デモンベイン（ネス）
- クラッシュ・バンディクー 爆走!ニトロカート（エヌ・ジン）
- クラッシュ・バンディクー5 え〜っ クラッシュとコルテックスの野望?!?（エヌ・ジン）
- 幻想水滸伝IV（グレアム・クレイ）
- サムライスピリッツ零SPECIAL（壬無月斬紅郎）
- 十二国記 -赫々たる王道 紅緑の羽化-（呀峰）
- スーパーロボット大戦MX（アルテア）
- 007 エブリシング オア ナッシング（ラ・ローグ） - PlayStation 2版、ニンテンドー ゲームキューブ版

2005年
- エレメンタル ジェレイド-纏え、翠風の剣-（ビーゾン）
- スーパーロボット大戦MX ポータブル（アルテア）
- ハリー・ポッターと炎のゴブレット（アラスター・ムーディ）
- ワンダと巨像（ドルミン）

2006年
- 頭文字D Street Stage（舘智幸）
- EVE new generation（ミカエル・ベルシュタイン）
- ヴァルキリープロファイル レナス（ベリナス、レイス）
- カメオ:エレメンツ オブ パワー（ファロン）
- サムライチャンプルー HIPHOPサムライアクション（倉田漸馬之介）
- ゼノサーガ エピソードIII［ツァラトゥストラはかく語りき］（スオウ・ウヅキ）
- .hack//G.U.（2006年 - 2007年、太白） - 3作品

2007年
- サモンナイト ツインエイジ 〜精霊たちの共鳴〜（ザラーム・ランブロス、召喚使男）
- 少年陰陽師 翼よいま、天へ還れ（白虎）
- スーパーロボット大戦OG ORIGINAL GENERATIONS（ロレンツォ・ディ・モンテニャッコ）
- Fate/stay night [Réalta Nua]（葛木宗一郎）
- とびだせ!トラぶる花札道中記（葛木宗一郎）
- フェイト/タイガーころしあむ（葛木宗一郎）
- メダル・オブ・オナー ヴァンガード（ガレット伍長）

2008年
- 頭文字D Extreme Stage（舘智幸）
- スーパーロボット大戦Z（サトー）
- ルミナスアーク2 ウィル（スタン）

2009年
- 頭文字D ARCADE STAGE 5（舘智幸）

2010年
- .hack//Link（ベア、太白）

2019年
- ヴァルキリーアナトミア -ジ・オリジン-（ベリナス）

2021年
- スーパーロボット大戦30（ドゥカー・イク）

2022年
- SDガンダム バトルアライアンス（サトー）

### 吹き替え

#### 担当俳優
キム・コーツ
- AIRBORNE エアボーン（ボブ・マードック）
- ザ・クライアント 依頼人（ポール・グロンキー）※ソフト版
- ラスト・ボーイスカウト（チェット）※テレビ朝日版

トーマス・ヘイデン・チャーチ
- スコーピオン（クイグリー）
- デーモン・ナイト（ローチ）
- トゥームストーン（ビリー・クラントン）

ロバート・パトリック
- カウンターフォース（ジェイク）
- ダイ・ハード2（オライリー）※テレビ朝日版
- D-TOX（ノア）

#### 映画
- アート・オブ・ウォー ※テレビ東京版
- アイス・ハーヴェスト 氷の収穫（シドニー〈ネッド・ベラミー〉）
- 明るい離婚計画（ゴードン・ムーア〈ブルース・キャンベル〉）
- アザー・ピープルズ・マネー
- アストロ・コップ（レーン）
- アドレナリン（クゾ）
- あのころ僕らは（ルーク）
- アフリカン・ダンク（ハラウィ）
- アライバル2（ネルソン・ザルコフ〈マイケル・サラザン〉）
- アラクニッド（ベアー）
- 嵐の中で輝いて（魚屋の連絡員）※ソフト版
- 暗殺者 ※ソフト版
- アンダーカバー・ブルース/子連れで銃撃戦!?（テッド・ソーヤー警部補）
- アンタッチャブル（フランク・ニッティ〈ビリー・ドラゴ〉）※テレビ朝日版
- アンフォゲダブル（スチュアート・グレイッグ〈クリストファー・マクドナルド〉）
- アンルーリー/復讐の街（ピトゥ〈ヴァンサン・カッセル〉）
- 生きてこそ（カルロス・"カルリトス"・パエス）
- 一日の旅路（ジェシー・モラン〈ティム・ギニー〉）
- イレイザー（セルゲイ・イヴァノビッチ・ペトロフスキー〈オレク・クルパ〉）※ソフト版、（コルデロン〈ニック・チンランド〉）※日本テレビ版
- インターセプター（ブロンスキー中尉）※テレビ東京版
- インベージョン（タッカー・カウフマン〈ジェレミー・ノーサム〉）
- 陰謀のセオリー
- ヴィクトリア女王 世紀の愛（ウェリントン公爵〈ジュリアン・グローヴァー〉）
- ウィズアウト・ユー（ワイアット）
- ウィンチェスター銃'73（スティーヴ・ミラー）※ソフト版
- ウェインズ・ワールド2（デル・プレストン〈ラルフ・ブラウン〉）
- 歌え! ジャニス★ジョプリンのように（レオン〈クリストファー・ランバート〉）
- エイリアン・コップ（警官1[26]）※テレビ朝日版
- エイリアン・ネイション3（スミス警部補〈グレン・モーシャワー〉）
- エグゼクティブ・コマンド（ブロス）※フジテレビ版
- エグゼクティブ・ターゲット（ラマー〈キース・デイヴィッド〉）※ソフト版
- エスケープ・フロム・L.A.（ハーシー・ラス・パーマス〈パム・グリア〉）※ソフト版
- エディー 勝利の天使（ステイシー・パットン）
- L.A.コンフィデンシャル（ジョニー・ストンパナート〈パオロ・セガンティ〉）※フジテレビ版
- エントラップメント ※テレビ朝日版
- オートマティック2033（J269〈オリヴィエ・グラナー〉）
- 踊れトスカーナ!（アレハンドロ）
- オプ・センター（アブドル）※VHS版
- オン・ザ・ラン/非情の罠（ジョニーの同僚）
- ガーディアン ハンニバル戦記（マハルバル）
- カジュアリティーズ（ハーバート・ハッチャー上等兵〈ジョン・C・ライリー〉）※フジテレビ版
- カットスロート・アイランド（ビショップ）※フジテレビ版
- カラーズ 天使の消えた街（クレランス・“ハイトップ”・ブラウン〈グレン・プラマー〉、囚人3、囚人7、亭主、クリップ8）
- カリートの道（ヴィニー・タグリアルッチ）
- 完全犯罪クラブ
- 宮廷料理人ヴァテール（フィリップ王弟殿下）
- 恐怖の報酬（ビンバ〈ペーター・ファン・アイク〉）※テレビ東京版
- KILLER/第一級殺人（ロバート・グライサー〈ロバート・ジョン・バーク〉）
- キルミー・レイター（マシュー・リッチモンド）
- キングコブラ（ベン・ローリー保安官）
- グース ※ソフト版
- クールボーダー（アンソニー）
- クイーンズ・ロジック/女の言い分・男の言い訳（レイ〈ケン・オリン〉）
- クイック&デッド（マーシャル保安官〈ゲイリー・シニーズ〉、バージル・スパークス）※ソフト版
- グッド・ウィル・ハンティング/旅立ち（ビリー・マクブライド〈コール・ハウザー〉）
- グッド・バーガー（シャキール・オニール）
- グッドマン・イン・アフリカ（ソニー）
- クライム・エンジェル（マーク・マラチェク、パテル）
- グリッター きらめきの向こうに
- グリマーマン（ジョニー・デヴェレル）※ソフト版
- クリムゾン・タイド（ウィリアム・バーンズ〈スティーヴ・ザーン〉）※テレビ朝日版
- クレイジー・ピープル（アダム・バージェス）
- グローリー（背の低い奴隷）※日本テレビ版
- クロスゲージ
- 黒ひげ大旋風（ウェイター）※ソフト版
- 黒武者
- 刑事エデン/追跡者（ニック〈ジェイミー・シェリダン〉）
- ケイティ（マックス・カー〈ジョン・C・マッギンリー〉）
- GO!GO!ガジェット2（スクイント）
- ゴースト・ブラザー/天国から来たヒーロー（ジギー・ハルバチェク）
- ゴールデン・ガイ（ジミー〈ローレンス・チェン〉）
- コールド・ブラッド/殺しの紋章（フィリックス）
- コーンヘッズ（オットー〈シンバッド〉）
- 恋する予感（メレディス〈ヒュー・グラント〉）
- コラテラル・ダメージ（ビリー）※ソフト版
- ゴリラ ※テレビ朝日版
- 13ウォーリアーズ（エグソ）
- サイバー・ファイター/復讐の使者（アレン・ポー）
- ザ・グリード（マムーリ〈クリフ・カーティス〉）※ソフト版、（T.レイ〈トレヴァー・ゴダード〉）※テレビ朝日版
- サハラに舞う羽根（グスタフ）※ソフト版
- ザ・バンカー/巨大地下要塞（クルップ）
- ザ・ファーム 法律事務所（レイ・マクディーア〈デヴィッド・ストラザーン〉）※ソフト版
- ザ・ファントム（キット・ウォーカー〈ビリー・ゼイン〉）※ソフト版
- ザ・フィアー2（クリス）
- ザ・ペーパー（マリオン・サンダスキー〈ジェイソン・アレクサンダー〉）
- さよなら魔法使い（ジョン・T）
- サルバドル/遥かなる日々
- ザ・ロック（レイガート〈マーシャル・R・ティーグ〉）※テレビ朝日版
- サンダーハート
- サンダーバード6号（船長）※NHK版
- G.I.ジェーン（マックス・パイロ教官〈ケヴィン・ゲイジ〉）※ソフト版
- シー・オブ・ラブ（オマール・マルドナド）※テレビ朝日版
- ジェーン・エア（エドワード・ロチェスター〈オーソン・ウェルズ〉）
- JFK ※ソフト版
- ジェシカおばさんの事件簿/寒い国から来た標的（メイソン・フィリップス）
- ジェフリー（スティーヴ）
- 史上最大のスーパー・チャンピオン（バド・パルマー）
- 61（メル・アレン〈クリストファー・マクドナルド〉）
- 死の標的 ※フジテレビ版
- ジャッジ・ドレッド（ミーン）※ソフト版
- ジャングル・ジョージ（マックス）
- ジャングル 2 ジャングル（イアン〈ドミニク・キーティング〉）
- ジャングル・ブック（ナソー〈ファラン・タヒール〉）※VHS版
- ジュエルに気をつけろ!（ジョーイ）
- 少林サッカー（旋風脚）※日本公開版
- 処刑人（ロッコ〈デヴィッド・デラ・ロッコ〉）
- 仁義なき抗争（プー/高田〈チャーリー・チャン〉）
- 真実の瞬間（FBI捜査官〈アダム・ボールドウィン〉）
- 新トータル・リコール（アイク・リンゴ）
- スーパーストーム（スタン・チェイソン）
- 酔拳2（ヘンリー〈ホスン・パク〉）※ソフト版
- 好きと言えなくて（ロイ）
- スコーピオン・キング ※日本テレビ版
- スタートレック ファーストコンタクト（ポール・ポーター〈エリック・ステインバーグ〉）
- スタスキー&ハッチ（ラミル、ポーター〈テリー・クルーズ〉）
- スティールシャークス（ノサヴィ大尉、マック・ニコル）
- ストリートファイター（ディー・ジェイ〈ミゲル・A・ヌネス・ジュニア〉）※ソフト版、（ブランカ）※テレビ朝日版
- スネーク・アイズ（ゴードン・プリツカー刑事）※ソフト版
- スペース・ジャム（ラリー・バード、マービン・ザ・マーシャン）
- SLAM（ロン）
- スリーパーズ（ショーン・ノークス〈ケヴィン・ベーコン〉）※フジテレビ版
- スリー・リバーズ（フランク・モリス〈アンドレ・ブラウアー〉）※ソフト版
- 聖者の眠る街（イーニス）
- 戦争のはじめかた（レイ・エルウッド〈ホアキン・フェニックス〉）
- ソルジャー（ケイン607〈ジェイソン・スコット・リー〉）※フジテレビ版
- ゾンビコップ（警官）
- ゾンビ伝説（デニス・アラン〈ビル・プルマン〉）
- ダークマン2（アイヴァン・ドラグノフ）※ソフト版
- ダーティ・ボーイズ（サリマン）
- ターミネーター2（ダグラス）※フジテレビ版
- ダイアリー 第1章 アンナの秘密（ウィンストン）
- ダイアリー 第2章 アンナの悦び（ウィンストン）
- タイガーランド（ウィルソン二等兵〈シェー・ウィガム〉）
- ダイ・ハード3（ロルフ）※ソフト版、（ガンサー）※テレビ朝日版・フジテレビ版
- タイムボンバー（ミスター・ブラウン〈ビリー・ブランクス〉）※VHS版
- 太陽の雫（イシュトヴァン・ショルシュ〈マーク・ストロング〉）
- TAXi（エミリアンの同僚〈タラ・ローメー〉）※フジテレビ版
- ダブル・インパクト（ムーン〈ヤン・スエ〉）※テレビ朝日版
- 007シリーズ
  - 007 サンダーボール作戦（バルガス）※ソフト版
  - 007 リビング・デイライツ（ネクロス〈アンドリアス・ウイスニウスキー〉）※TBS版
  - 007 消されたライセンス（ヘラー）※テレビ朝日版
  - 007 トゥモロー・ネバー・ダイ（大佐）※フジテレビ版、（スタンパー〈ゲッツ・オットー〉[27]）※テレビ朝日版
  - 007 カジノ・ロワイヤル（ル・シッフル〈マッツ・ミケルセン〉）※ソフト版
- ダンク・ブラザース/脱線ファンにご用心（テリー・カービー）
- ダンシング・ヒーロー（ケン・レイリングス）
- チャーリーズ・エンジェル フルスロットル（警官）
- チルファクター（デニス〈ジャドソン・ミルズ〉）
- 沈黙の戦艦（タックマン）※ソフト版
- 沈黙の断崖（ハッチ）※テレビ朝日版
- デーモンハンター（アスモデウス〈ビリー・ドラゴ〉）
- ディープシャーク（シーザー、ヴラド・ポセロフ）
- デッド・オア・アライブ/監獄の街（ソニー）
- デッドフォール ※テレビ朝日版
- デモリションマン（エドガー・フレンドリー〈デニス・リアリー〉）※ソフト版
- デュース・ビガロウ、激安ジゴロ!?（チャック・ファウラー警部〈ウィリアム・フォーサイス〉）
- デルタフォース3（グレッグ）※テレビ東京版
- 天才マックスの世界（ベック）
- 天と地（ポール〈ロバート・ジョン・バーク〉）
- トゥームレイダー2（ショーン〈ティル・シュヴァイガー〉）※テレビ朝日版
- 東京攻略（リン〈トニー・レオン〉）
- 透明人間（タイラー〈リチャード・エプカー〉）※ソフト版
- トゥルーマン・ショー（マーロン〈ノア・エメリッヒ〉）※ソフト版
- トゥルー・ロマンス（ドレクスル・スパイビー〈ゲイリー・オールドマン〉）※ソフト版
- ドラキュラ（クインシー・P・モリス〈ビリー・キャンベル〉）※新ソフト版
- トラブル・バスター（ペゲ〈ヨハン・ウルヴェソン〉）
- ドランクモンキー 酔拳（ワン・チェン）※テレビ東京版
- ドリームスケープ（フィンチ〈クリス・マルケイ〉）
- 9デイズ（ファデイル）※フジテレビ版
- ナチュラル・ボーン・キラーズ（ミッキー・ノックス〈ウディ・ハレルソン〉）
- 肉の鑞人形（アレックス〈ウンベルト・バッリ〉）
- ニッキーとジーノ（ユージーン・“ジーノ”・ルチアーノ〈レイ・リオッタ〉）※テレビ版
- ネゴシエーター（グレッグ・バーネット）※ソフト版
- ネットフォース（ボー・タイラー〈ザンダー・バークレー〉）※ソフト版
- 眠れない夜はあなたと（ボブ・“バグダッド”・フリード〈クリストファー・リーヴ〉）
- N.Y.式ハッピー・セラピー（ギャラクシア/ゲイリー〈ウディ・ハレルソン〉）
- ノー・トゥモロー（メーカー〈マスター・P〉）
- ノー・マーシィ/非情の愛
- ノック・オフ ※テレビ東京版
- ハード・ウェイ（ビリー刑事〈LL・クール・J〉）※フジテレビ版
- ハードネス（アイス〈ロディ・パイパー〉）※テレビ東京版
- ハートブレイク・リッジ 勝利の戦場（囚人）※テレビ朝日版
- ハード・ブレット 仁義なき銃弾（レスター）
- バイカーボーイズ（ドッグ〈キッド・ロック〉）
- ハイ・クライムズ（トロイ・アボット〈マイケル・シャノン〉）※テレビ朝日版
- 陪審員（ジョセフ・ボファーノ〈マイケル・リスポリ〉）※ソフト版
- ハイドロスフィア（ナイジェル・チャン）
- 裸の銃を持つ男（ノードバーグ〈O・J・シンプソン〉）※TBS版、（アル）※ソフト版・テレビ朝日版
- 裸の銃を持つ男 Part 33 1/3 最後の侮辱（タイロン）
- 裸の銃を持つ逃亡者（ショーン・ラフリー）
- バックドラフト ※フジテレビ版
- BATS 蝙蝠地獄（リード〈ネッド・ベラミー〉）
- バッドボーイズ（ノア〈マーク・マコーレイ〉）※ソフト版
- バトルフィールド・アース（サミー）
- パパがママでママがパパ!?（ペリーノ）
- ハビタ/新種生命体（エリック・ソーントン〈クリストファー・ハイアーダール〉）
- ハムナプトラ/失われた砂漠の都（ヘンダーソン〈スティーヴン・ダンハム〉）※ソフト版
- ハリーとヘンダスン一家 ※TBS版
- 張り込みプラス（フランク）※日本テレビ版
- ヒート（ドラッカー〈ミケルティ・ウィリアムソン〉）※ソフト版
- ヒーロー/靴をなくした天使（コンクリン〈クリスチャン・クレメンソン〉）※日本テレビ版
- ビッグ・トラブル（エディ・リードベター〈ジョニー・ノックスビル〉）
- 羊たちの沈黙（ロデン〈ダン・バトラー〉）※テレビ朝日版
- ヒッチャー95（セシル・ディッシュ刑事〈エド・ベグリー・ジュニア〉）
- ビューティー・ショップ（ホルヘ〈ケヴィン・ベーコン〉）
- ビューティフル・ガールズ（スティーヴ・ロスモア〈サム・ロバーズ〉、ヴィクター〈アダム・ルフェーヴル〉）
- ピュア・デンジャー/追撃（ジョニー・ディーン〈C・トーマス・ハウエル〉）※VHS版
- ファイナル・プロジェクト
- フィスト・オブ・レジェンド 怒りの鉄拳（藤田参謀長〈ビリー・チョウ〉）
- フィラデルフィア（ミゲール・アルヴァレス〈アントニオ・バンデラス〉）
- フィラデルフィア・エクスペリメント2（デッカー）
- フェイス/オフ（バズ）※フジテレビ版、（ディートリッヒ・ハスラー〈ニック・カサヴェテス〉）※テレビ朝日新録版
- フォーエヴァー・ヤング 時を超えた告白（フレッド）※ソフト版
- フォーリング・ダウン（ライデッカー刑事）※テレビ朝日版
- 復讐の処刑コップ（ヴェラスケス）※VHS版
- ブライアン・ジョーンズ ストーンズから消えた男（トム・キーロック〈デヴィッド・モリッシー〉）
- プライベート・ライアン（ライス）※ソフト版
- ブラックジャック（ドン・トレイグル）※ソフト版
- ブラック・ドッグ（ATF捜査官マクラーレン〈スティーヴン・トボロウスキー〉）※ソフト版
- ブラックバード・ライジング（シルヴェストロ・モンタナリ）
- ブラック・マスク（キン・カウの部下〈ホン・ヤンヤン〉）
- フラッシュ・ゴードン（サム王子）※テレビ朝日版
- フラッド（レイ）※ソフト版
- プラトーン（ドク）※テレビ東京版
- フランケンシュタイン（ロバート・ウォルトン船長〈エイダン・クイン〉）※ソフト版
- フリージャック（ブーン）
- プリフォンテーン（マック・ウィルキンズ）
- ブルース・ブラザース2000（ミスター・ファビュラス）
- フル・ブラスト（ジャック・テリー〈ブルース・ペイン〉）
- フル・ブラッド（誘拐犯〈國村隼〉）
- ブレアウィッチ2（スティーヴン・ライアン・パーカー）
- ブレイド ※テレビ東京版
- ブレイド2（プリースト）※テレビ東京版
- ブレインストーム（ダグ）
- ブレス・ザ・チャイルド（エリック・スターク〈ルーファス・シーウェル〉）
- プレデター2 ※ソフト版、テレビ朝日版
- ブローン・アウェイ/復讐の序曲（アントニー・フランクリン〈フォレスト・ウィテカー〉）※テレビ朝日版
- プロジェクトS（チュアン〈ディック・ウェイ〉）
- ヘブン・アンド・アース 天地英雄
- ペンタグラム/悪魔の烙印 ※テレビ朝日版
- ボイスレター（パトリック・オデール〈マーク・ロルストン〉）※ソフト版
- 冒険活劇 上海エクスプレス（日本人〈倉田保昭〉、盗賊〈コー・フェイ〉）
- 暴走機関車（ジャクソン〈タイニー・リスター・Jr.〉）※テレビ朝日版
- 暴走特急（傭兵1〈ピーター・グリーン〉）※ソフト版、（傭兵2〈パトリック・キルパトリック〉）※テレビ朝日版
- 僕たちのアナ・バナナ（レン）
- ぼくはゴーディ（ブリンクス）
- ボクはむく犬（ハケット）
- ボディガード（ダン）※フジテレビ版
- ボディ・ターゲット（トム・ルイス）※ソフト版
- ボニー&クライド（テッド・ヒントン〈ダグ・サヴァント〉）
- 炎の大捜査線
- ホワイトハウス狂騒曲（アーマンド〈ヴィクター・リヴァース〉）※テレビ朝日版
- 香港極楽コップス/俺たちに明日はある!?（ワンの部下〈ディック・ウェイ〉）
- マイ・ジャイアント（マックス・ザンフィレスク〈ゲオルゲ・ムレシャン〉）
- マイ・フレンド・フランケン（フランク）
- マグダレーナ/美しき娼婦（隊長）
- マグナム（トニー・グレイソン）
- マトリックスシリーズ（エージェント・スミス〈ヒューゴ・ウィーヴィング〉）
  - マトリックス ※ソフト版・機内上映版
  - マトリックス リローデッド ※劇場公開版
  - マトリックス レボリューションズ ※劇場公開版
- マネー・トレイン ※フジテレビ版
- マルセイユ・ヴァイス（ミカ）
- Mr.エンジェル/神様の賭け（バートン神父）
- 見せたがる女（ボビー・コルター）
- ミッション:インポッシブル（マシアス）※フジテレビ版・テレビ朝日版
- 身代金（クラーク・バーンズ〈リーヴ・シュレイバー〉）※ソフト版、（ジャック・シックラー捜査官〈マイケル・ガストン〉）※テレビ朝日版
- めぐり逢えたら（デリック）※フジテレビ版
- メジャーリーグ2（ジャック・パークマン〈デヴィッド・キース〉）
- メデューサ（チョイ〈チョイ・カムコン〉）
- メン・イン・ブラック2（T〈パトリック・ウォーバートン〉）※テレビ朝日版
- メン・オブ・ウォー（ジミー・G〈アンソニー・ジョン・デニソン〉）
- 目撃者（トーマス・ローリン大佐）
- ヤクザVSマフィア（マイク）
- ヤングガン（チャベス・Y・チャベス〈ルー・ダイアモンド・フィリップス〉）
- ヤングガン2（チャベス・Y・チャベス〈ルー・ダイアモンド・フィリップス〉）※フジテレビ版
- ユン・ピョウ in ドラ息子カンフー（公子の護衛〈チュン・ファト〉）※VHS版
- 夜の道（ジェフ）※ソフト版
- 48時間 ※テレビ朝日版
- ライオンハート（フランソア・ゴルチェ）※ソフト版
- ラスト・アクション・ヒーロー（ジャン＝クロード・ヴァン・ダム）※ソフト版・テレビ朝日版、（ルーキー〈ノア・エメリッヒ〉）※フジテレビ版
- ラスト・ショット（エド・ロッシ）
- ラスト・ボーイスカウト（ヒットマン）※ソフト版・テレビ朝日版
- ラストマン・スタンディング ※ソフト版
- ラピッド・ファイアー（ブルナー・ガッツィ）※ソフト版
- ラブ・アクチュアリー（ジェイミー〈コリン・ファース〉）
- ラプター・アイランド（アジール〈スティーヴン・バウアー〉）
- ランダム・ハーツ（ジョージ・ボーフォート探偵〈デニス・ヘイスバート〉）
- ランブリング・ローズ（デイヴ・ウィルキー〈ロバート・ジョン・バーク〉）
- ランボー/怒りの脱出（ユーシン軍曹）※テレビ朝日版
- リーサル・ウェポン（飛び降り自殺の男）※テレビ朝日版
- リコシェ/炎の銃弾（ジェシー・シュルツマン、ヴァルガス〈ミゲル・サンドバル〉）※VHS版
- RIPPER(リッパー) 地獄からの手紙（ケイン教授〈ブルース・ペイン〉）
- リベンジ・ファイター/殺しの傭兵（クリング）
- ルート666（P・T）
- ルーニー・テューンズ:バック・イン・アクション（マービン・ザ・マーシャン）
- 霊幻道士6 史上最強のキョンシー登場!!（隊長〈チャーリー・チョウ〉）
- 霊幻道士 ザ・ムービー 空飛ぶドラキュラ・リターンズ（ドラキュラ）
- レインディア・ゲーム（パグ〈ドナル・ローグ〉）※ソフト版
- レッド・ウォーター/サメ地獄（ジーン・ブラッドリー〈ギデオン・エメリー〉）※VHS版
- レッド・オクトーバーを追え!（ツポレフ〈ステラン・スカルスガルド〉）※テレビ朝日版
- レッドブル ※テレビ朝日版
- レディホーク
- ロード・オブ・イリュージョン（レイ・ミラー）
- ロッキー5/最後のドラマ（ユニオン・ケイン）※日本テレビ版
- ロックアウト（マイク〈アンガス・マクファーデン〉）
- ロボコップ（リチャード・ジョーンズ社長〈ロニー・コックス〉）※DVD・BD版
- ロボコップ3（ドナリー巡査〈シェーン・ブラック〉）※ソフト版
- ワイルド・スピード（ジョニー・トラン〈リック・ユーン〉）※ソフト版
- ワイルド・スピードX2（カーター・ベローン〈コール・ハウザー〉）※テレビ朝日版
- WASABI（オリヴィエ）※ソフト版
- わたしが美しくなった100の秘密（レスター・リーマン）
- ワンス・アポン・ア・タイム・イン・アメリカ（チキン・ジョー〈リチャード・ブライト〉）※VHS版
- ワンス・アポン・ア・タイム・イン・チャイナ 天地覇王（ルイ・テンライ〈チン・カーロウ〉）
- ワンス・アンド・フォーエバー（ロバート・エドワーズ大尉〈ディラン・ウォルシュ〉）※フジテレビ版

#### ドラマ
- アウトバーン・コップ（アンドレ・フックス〈マーク・ケラー〉、ナレーター）
- ウォリアーズ/インポッシブル・ミッション（ストーン少佐）
- 宇宙船レッド・ドワーフ号（ソーントン〈カール・グレン・スティンプソン〉）
- ウルトラマンG（リュグロー）
- S.O.F. シーズン2 #15（トラップ保安官）
- X-ファイル（アロンソ・ビラク博士、検察官）※ソフト版
- F.B.EYE!! 相棒犬リーと女性捜査官スーの感動!事件簿 #4（ハンセン・デッカー）
- 恐竜家族（ナレーター）
- クリミナル・マインド FBI行動分析課 #21（ジョン・サマーズ〈ジャック・コンリー〉）
- クレオパトラ2525 エピソード2（ストレートン、トゥーリー）
- 刑事ナッシュ・ブリッジス シーズン1 #6（アーロン・クロウ）
- 新・刑事コロンボシリーズ
  - 狂ったシナリオ（カダーシアン〈アブナー・ガービ〉）
  - 殺人講義（TVクルー〈デヴィッド・コーギル〉）
  - 犯罪警報（デューク・デマルド〈マイケル・ラッソ〉）
  - 初夜に消えた花嫁（サンディ〈マーク・アラン・カウフマン〉）
  - 恋におちたコロンボ（エディ巡査〈ジョニー・ガーデラ〉）
  - 死者のギャンブル（クライド〈ジョエル・ビーソン〉）
- スターゲイト SG-1（ヘル・アー、ボーレン、グリーヴス中佐）
- スター・トレック エンタープライズ（クリンゴン人、エスカ人、スリバン兵士）
- スター・トレック ヴォイジャー（ジョレッグ）
- スティーヴン・キングのザ・スタンド（ブラッド・キッチナー、デイヴ・ゼルマン）
- スピードウェイ（警備員、チンピラ）
- スペース・レンジャーズ2 銀河覇王の逆襲（イソグルの部下の手下）
- ダークエンジェル
  - シーズン1 #6（ジョン・ダリウス）、#10（ジョハンセン）、#11（デュヴァイラー〈マスター・P〉）※ソフト版
  - シーズン2（モール）※ソフト版
- 第一容疑者1 連鎖（シャープネル）
- 超音速ヒーロー ザ・フラッシュ ※日本テレビ版
- ツイン・ピークス（トミー・“ホーク”・ビル〈マイケル・ホース〉）
- 24 -TWENTY FOUR-（アイラ・ゲインズ〈マイケル・マッシー〉）
- ドクタークイン 大西部の女医物語（クラウドダンシング）
- ネバーエンディング・ストーリー 遥かなる冒険（グモルク）
- ハイ・インシデント/警察ファイルJ（ジム・マーシュ）
- ハイテク武装車バイパー（レイン・キャシディー〈リチャード・バージ〉、第1シーズンのオープニングナレーション）
- バビロン5（ジェフリー・シンクレア司令官〈マイケル・オハラ〉）
- パワーレンジャー（闇の戦士〈トム・ワイナー（声）〉）
- バンド・オブ・ブラザース
- ふたりは最高!ダーマ&グレッグ
  - シーズン3 #9（ロジャー）
  - シーズン5 #2（ウォルデン〈フィル・ルイス〉）
- ブル〜ウォール街への挑戦〜（マーティー〈イアン・カーン〉）
- ミュータントX（アダム・ケイン〈ジョン・シーア〉）
- 名探偵モンク シーズン4 #6（ジャック・ボリンジャー〈ケヴィン・キルナー〉）
- モンキーキング 西遊記（猪八戒〈エディ・マーサン〉）
- ヤングライダーズ シーズン1 #14（ロイ・ダビッチ〈ロバート・クロヘシー〉）、#23・24（アーロン・ダーネル）

#### アニメ
- アンデルセン・ストーリーズ（支配人）
- くまのパディントン（警察官）
- クワック・パック（ケント・パワーズ）
- KND ハチャメチャ大作戦（ミスター・フィズ）
- ザ・バットマン（ジェームズ・ゴードン〈初代〉）
- ジャスティス・リーグ（モングル）
- シュレック（スリー・ブラインド・マイス）
- シュレック2
- 地上最強のエキスパートチーム G.I.ジョー ザ・ムービー（ビッグロッブ、リッパー）
- トータリー・スパイズ!（セバスチャン・サガ）
- ドナルドダックの短編映画シリーズ※BVHE版
  - ドナルドの恐怖の一夜（ラジオの声）
  - ドナルドの夢の声（お客C）
- バットマン
- パワーパフガールズ（カー）
- バンブー・ベアーズ（ナンバー・ツー）
- ピンクパンサー（マネーマネー）
- ブレイブ・リトル・トースター（コンピュータ）
- ミュータント・タートルズ（1987年東和ビデオ版）（バーノン）
- ルーニー・テューンズ（マービン・ザ・マーシャン）
  - トゥイーティーのフライング・アドベンチャー 80日間世界一周大冒険
  - ダック・ドジャース（X-2）
  - ルーニー・テューンズ・ショー（マービン・ザ・マーシャン（初代）[28]）

### CD
- Vassalord.（メイラー・ハウゼン）
- 最終神話戦争イデアオペラ オリジナルドラマCD 第3章 輝ける悠遠の女神（ケルベロス）
- スクライド サウンドエディション（ハーニッシュ・ライトニング）
- スタンレー・ホークの事件簿（スタンレー・ホーク）
- 創竜伝（奈良原昌彦）
- CDシアター ドラゴンクエストVI（デュラン）
- 耽美夢想マイネリーベ 虹の橋〜ビブロスト〜（ムスペル）
- 鋼の錬金術師 偽りの光 真実の影（ジャック）
- 無責任艦長タイラー（クライバーン）
  - MUSIC FILE 4 我田引水（ドラマ＆ボーカル［柴本浩行とのデュエット］）
  - O.V.A 無責任艦長タイラー 特別編 MUSIC FILE7 "ONTOROUROU"（ボーカル［合唱］）
  - MUSIC FILE 8 百花繚乱（ボーカル［同・デュエット＆合唱］）
  - SOUND NOTE 2 DELIGHTFUL（ドラマ）
  - 非売品 無責任CD3「おめで鯛からおめでとう」ほぼ卒業記念盤（トーク＆ドラマ「男たちの香り」共演：柴本浩行）
  - 非売品 おたのしみシングルCD1（新銀河無責任シアター「乙女座の怪人」共演：かないみか、柴本浩行、三石琴乃他）

### 人形劇
- がんこちゃんスペシャル 海のおしろのがんこちゃん（浦島太郎）

### 舞台
- 蒲田行進曲（銀四郎）

### シリーズ一覧
1. ↑  『ザ・シークレット・サービス』（1996年1月5日）
2. ↑  第1シリーズ（2002年）、第2シリーズ『AXESS』（2003年 - 2004年）、第3シリーズ『Stream』（2005年）、第4シリーズ『BEAST』（2006年）
3. ↑  『ZERO』（1999年）、『F』（2000年）、『F.I.F』（2001年）、『NEO』（2002年）、『PORTABLE』（2006年）、『SPIRITS』（2007年）、『WARS』（2009年）、『WORLD』『3D』（2011年）、『OVER WORLD』（2012年）、『CROSSRAYS』（2019年）、『ETERNAL』（2025年）
4. ↑  『Vol.1 再誕』『Vol.2 君想フ声』（2006年）、『Vol.3 歩くような速さで』（2007年）

### 初出話一覧
1. ↑  第43話初出
2. ↑  第1話初出
3. ↑  第27話初出